# Charity Wakefield
Charity Rose Wakefield, född 18 september 1980 i Sussex i England, är en brittisk skådespelare. Wakefield har spelat roller som Marianne Dashwood i Förnuft och känsla (2008), Mary Boleyn i Wolf Hall (2015) och Charity Lambert i Hotell Halcyon (2017).

## Filmografi i urval
- 2007 – Doctors (TV-serie)
- 2008 – Förnuft och känsla (Miniserie)
- 2008 – Casualty 1907 (TV-serie)
- 2009 – Casualty 1909 (TV-serie)
- 2011 – Morden i Midsomer (TV-serie)
- 2012 – Mockingbird Lane (TV-film)
- 2013 – Agatha Christie's Marple (TV-serie)
- 2015 – Wolf Hall (TV-serie)
- 2015 – The Player (TV-serie)
- 2016 – Doctor Who (TV-serie)
- 2017 – Hotell Halcyon (TV-serie)
- 2020 – The Great (TV-serie)